# Гарсия-и-Хиль, Мануэль
Мануэль Гарсия-и-Хиль (исп. Manuel García Gil; 14 марта 1802, Сан-Сальвадор де Гамба, королевство Испания — 28 апреля 1881, Сарагоса, королевство Испания) — испанский кардинал, доминиканец. Епископ Бадахоса с 22 декабря 1853 по 23 декабря 1858. Архиепископ Сарагосы с 23 декабря 1858 по 28 апреля 1881. Кардинал-священник с 12 марта 1877, с титулом церкви Санто-Стефано-аль-Монте-Челио с 21 сентября 1877.